# Chromosoom 14
Chromosoom 14 is een chromosoom in het menselijk lichaam dat ongeveer 105 miljoen basenparen DNA bevat. Het staat voor 3 tot 3,5 procent van het totale DNA in cellen.
Op chromosoom 14 zijn 40 genen bekend (anno 2008) die de oorzaak van een ziekte kunnen vormen. De korte arm bestaat net als het centromeer bijna in zijn geheel uit repetitief DNA, ofwel herhaalde fragmenten met telkens dezelfde basevolgorde.

## Te herleiden aandoeningen
Aanleg voor onder meer de volgende aandoeningen is te herleiden tot een fout (een verkeerde structuur of aantal basenparen) op chromosoom 14:
- AAD
- ziekte van Alzheimer
- doofheid
- syndroom van Down (in combinatie met chromosoom 21)
- ziekte van Kahler
- ziekte van Krabbe

1 ·
2 ·
3 ·
4 ·
5 ·
6 ·
7 ·
8 ·
9 ·
10 ·
11 ·
12 ·
13 ·
14 ·
15 ·
16 ·
17 ·
18 ·
19 ·
20 ·
21 ·
22 ·
X ·
Y